# Гастарбайтер
Гастарбайтер (на немски: Gastarbeiter – гостуващ /чуждестранен/ работник) е термин, обозначаващ чужденец или жител на друга държава, работещ като временно нает служител. Думата е заемка от немски език. Започва да се употребява в Германия след 1960 г.
В българския език се употребява като синоним за икономически мигрант (гурбетчия).

## Германия
През 1950-те години икономиката на Западна Германия (ФРГ) страда от липса на евтина работна ръка. Положението се влошава с въвеждането на военна повинност и отслабването на бежанския поток от Източна Германия (ГДР). За да запълни липсата на работна ръка ФРГ сключва споразумение за набиране на работници от Италия през 1955 г. След това сключва споразумения с Гърция и Испания (1960), Турция (1961), Мароко (1963), Португалия (1964), Тунис (1965), Югославия (1968). През 1960-те години броят на икономическите имигранти в Германия расте бързо. На 10 септември 1964 г. в Кьолн е посрещнат и награден с мотопед милионният гастарбайтер Амандо Са Родригес от Португалия.
Първоначално новодошлите са наричани „фремдарбайтер“ (чужди работници). Думата „фремдарбайтер“ е употребявана от нацистите за депортираните и принудени насила да работят за Третия райх. Затова е заменана с думата „гастарбайтер“. С новата дума се цели да се покаже, че „гастарбайтерът“, за разлика от „фремдарбайтера“, има същите права като всеки друг работник. В действителност обаче „гастарбайтерите“ са подложени често на дискриминация поради ниската си квалификация и недостатъчни езикови познания. Лошите битови условия, в които са принудени да живеят, стават повод за критики, а думата „гастарбайтер“ придобива негативен смисъл.
През 1966 г. шефът на Сдружението на немските работодатели Зигфрид Балке изказва мнение, че чуждите работници не могат да бъдат наричани гости, защото не е допустимо гости да бъдат принуждавани да вършат работа, която домакините не биха вършили. През 1970-те години думата „гастарбайтер“ започва да се употребява все по-рядко, а в юридическите текстове се говори единствено за чужденци, например Ausländergesetz – Закон за чужденците, Ausländerbeuaftragte – отговорник за чужденците и др.